# آن أرنولد
آن أرنولد (بالإنجليزية: Anne Arnold)‏ هي نحّاتة أمريكية، ولدت في 2 مايو 1925 في ميلروز في الولايات المتحدة، وتوفيت في 20 يونيو 2014 في نيويورك في الولايات المتحدة.